# Rue du Professeur-Louis-Renault
La rue du Professeur-Louis-Renault est une voie du 13e arrondissement de Paris, en France.

## Situation et accès
La rue du Professeur-Louis-Renault est une voie située dans le 13e arrondissement de Paris. Elle débute au 33, boulevard Kellermann et se termine au 12, rue Max-Jacob.

## Origine du nom

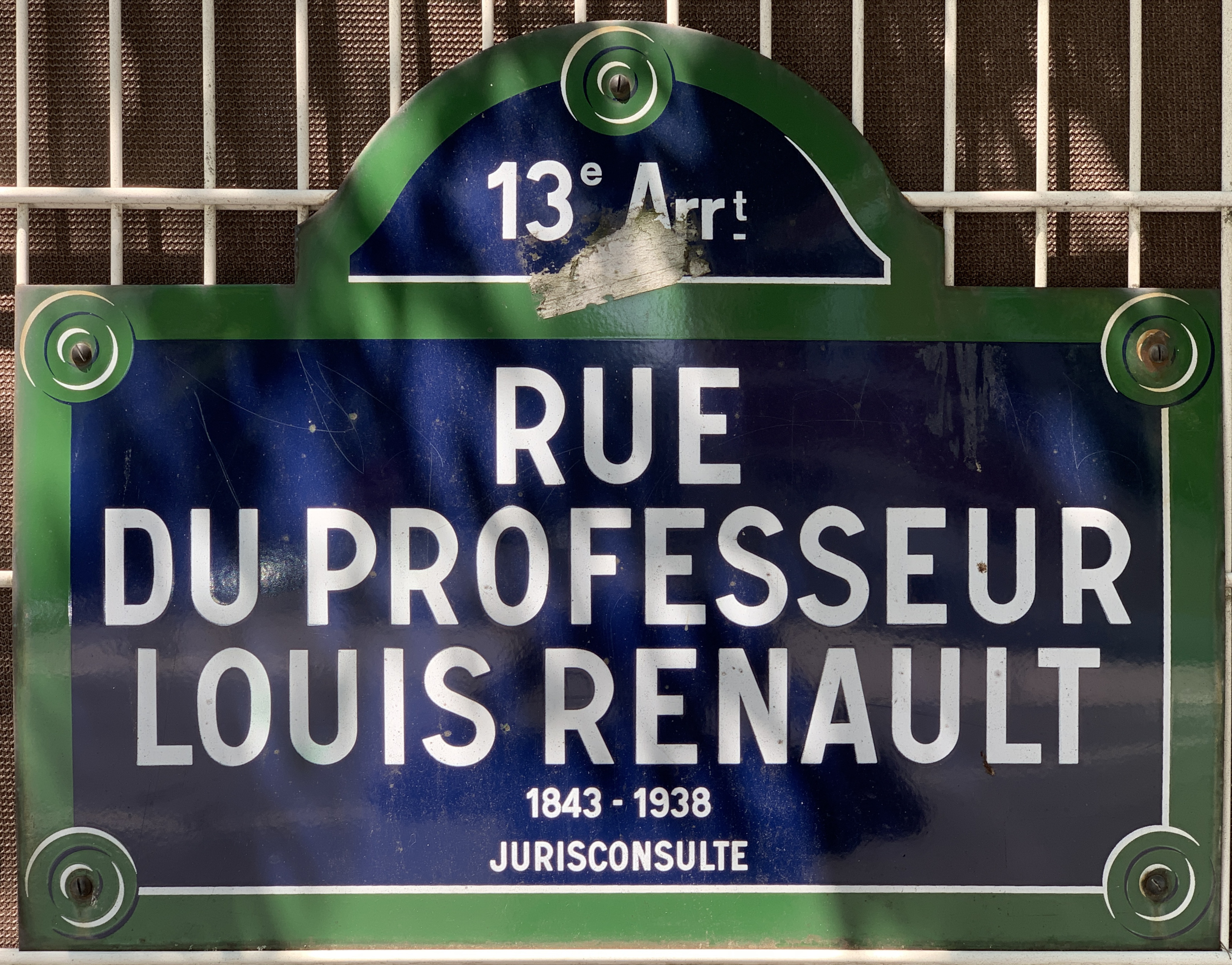
Plaque de la rue.

Elle porte le nom de Louis Renault (1843-1918), jurisconsulte, professeur à la Faculté de droit de Paris, représentant de la France à La Haye.

## Historique
Cette rue est ouverte et prend sa dénomination actuelle en 1935 sur l'emplacement du bastion no 86 de l'enceinte de Thiers.